# Agua (film, 2006)
Pour les articles homonymes, voir Agua.
Pour plus de détails, voir Fiche technique et Distribution.
Agua est un film argentin réalisé par Verónica Chen, sorti en 2006.
Le film se déroule pendant le marathon aquatique Santa Fe-Coronda, une compétition de nage en eau libre de 57 kilomètres se déroulant chaque année en Argentine, entre les villes de Santa Fe et Coronda.

## Synopsis
Huit ans après avoir été accusé à tort de dopage, Goyo, champion de nage en eau libre, décide de revenir à la compétition pour laver son honneur. Lors de la préparation pour le marathon aquatique, il fait la rencontre de Chino, nageur habitué aux piscines, avec qui il décide de faire équipe.

## Fiche technique
- Titre original : Agua
- Réalisation : Verónica Chen

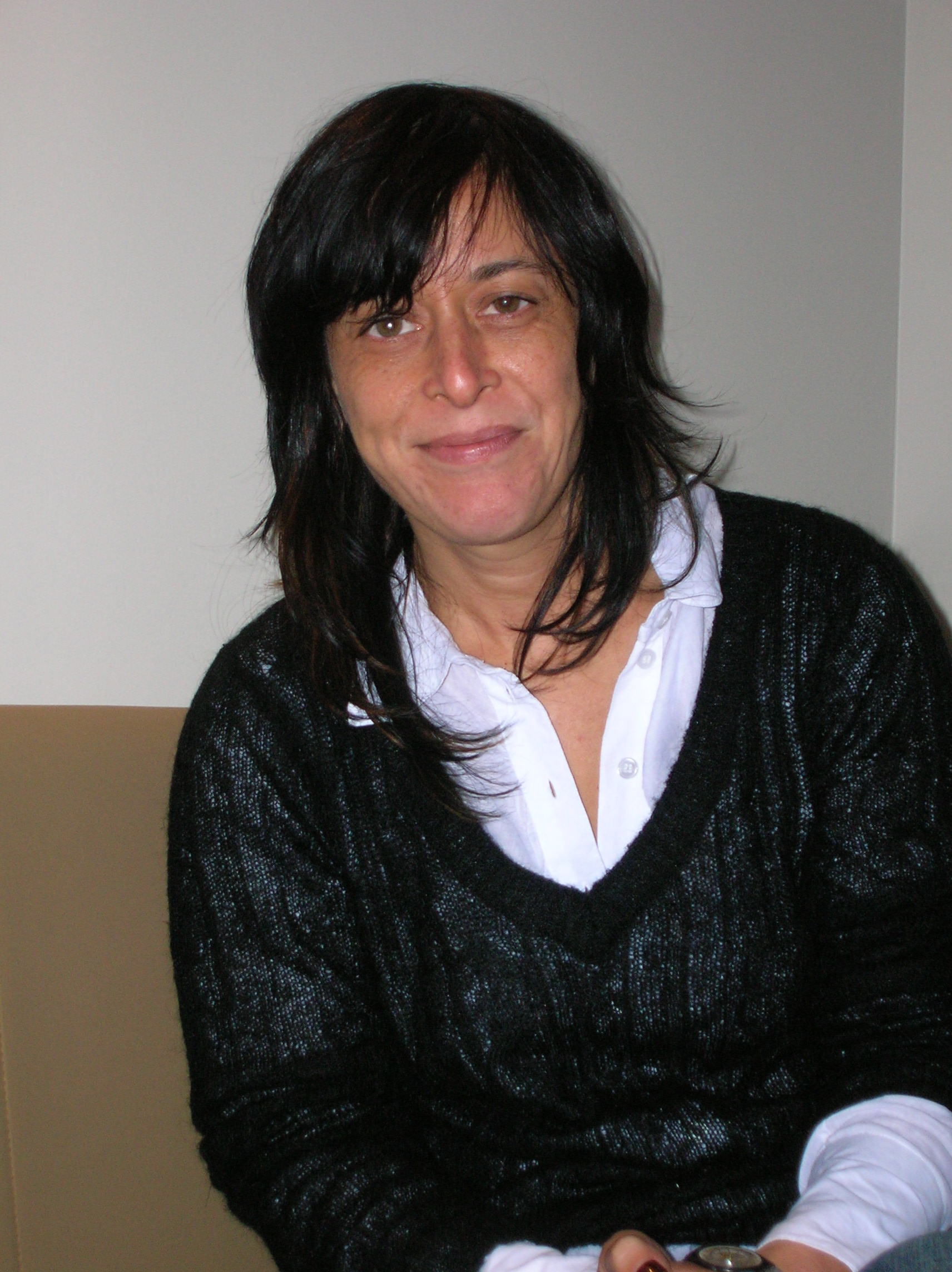
Verónica Chen lors d'une conférence de presse pour la promotion du film à Lyon en 2007

- Scénario : Verónica Chen et Pablo Lago
- Photographie : Sabine Lancelin et Matías Mesa
- Production : Verónica Chen, Erica Denmon, Denis Freyd et Federico Ricaldoni
- sociétés de production : Archipel 35 (coproduction) et Bambú (coproduction)
- Pays d'origine :  Argentine et  France
- Langue originale : espagnol
- Format : couleur - 35 mm - 1,85:1 - Dolby Digital
- Durée : 89 minutes
- Genre : drame
- Dates de sortie :
  -  Argentine : 21 avril 2006 (Festival du cinéma indépendant de Buenos Aires), 21 septembre 2006 (sortie nationale)
  -  France : 11 novembre 2006 (Festival d'Amiens), 28 novembre 2006 (Festival Entrevues de Belfort), 7 février 2007 (sortie nationale)

## Distribution
- Rafael Ferro (es) : Goyo
- Nicolás Mateo (es) : Chino
- Jimena Anganuzzi : Luisa
- Leonora Balcarce (es) : Ana
- Gloria Carrá : Maria

## Autour du film
Les nombreux plans aquatiques ou sous-marins ont nécessité la participation d'une équipe de huit plongeurs et la collaboration du chef opérateur Matías Mesa, connu pour ses collaborations avec Gus Van Sant. La réalisatrice a elle-même passé son permis de plongée pour tourner le film et l'acteur Nicolás Mateo (es) a appris à nager et s'est entraîné pendant six mois pour son rôle.